# Aye Mountain
Aye Mountain är ett berg i Kanada.   Det ligger i provinsen Alberta, i den centrala delen av landet, 3 000 km väster om huvudstaden Ottawa. Toppen på Aye Mountain är 3 236 meter över havet.
Terrängen runt Aye Mountain är bergig västerut, men österut är den kuperad.Trakten runt Aye Mountain är nära nog obefolkad, med mindre än två invånare per kvadratkilometer.. Det finns inga samhällen i närheten. 
Trakten runt Aye Mountain består i huvudsak av gräsmarker.